# 直線數
直線數（英語：straight-line numbers）是大於99且其各位數構成等差級數的整數，例如，12345（公差為1），666（公差為0）或852（公差為-3）。
儘管存在無限多個直線數，但其中只有96個不是純位數，最大的是9876543210。
首幾個直線數是111，123，135，147，159，210，222，234，246，258，321，333，345，357，369，420，432，444，456，468，531，543，555，567，579，630，642，654，666，678，741，753，765，777，789，840，852，864，876，888，951，963，975，987，999，1111，1234，1357（OEIS數列A135643）。

## 直線質數
同時是直線數與質數的數稱為直線質數。首幾個直線質數是11，13，17，19，23，29，31，37，41，43，47，53，59，61，67，71，73，79，83，89，97，4567，76543，23456789，1111111111111111111，11111111111111111111111（OEIS數列A167847）。